# Faludi Ferenc Alkotói Díj
A Faludi Ferenc Alkotói Díjat a Faludi Ferenc Akadémia (2019-től Faludi Ferenc Jezsuita Akadémia) és a Magyar Tudományos Akadémia Irodalomtudományi Intézete 2004-ben hozta létre Faludi Ferenc születésének 300. évfordulója alkalmából, a 18. századi irodalommal kapcsolatos kutatások kiemelkedő eredményeinek elismerésére.
A díj kuratóriumának tagjai: Bitskey István, az MTA rendes tagja; Kecskeméti Gábor, az MTA levelező tagja, az MTA BTK Irodalomtudományi Intézet igazgatója; Sajgó Szabolcs SJ, a Párbeszéd Háza igazgatója, a Jézus Társasága Magyarországi Rendtartományának kulturális delegáltja; Szörényi László, a Magyar Művészeti Akadémia l. tagja, professor emeritus; Tüskés Gábor egyetemi tanár, osztályvezető, az irodalomtudomány doktora.

## Díjazottak
- 2004 – Vörös Imre, egyetemi tanár[1]
- 2005 – Sárközy Péter, egyetemi tanár[1]
- 2006 – nem lett kiosztva[1]
- 2007 – Mezei Márta, egyetemi tanár[1]
- 2008 – Bíró Ferenc, professor emeritus[1]
- 2009 – Szelestei Nagy László, egyetemi tanár[1]
- 2010 – Nagy Imre, egyetemi tanár[1]
- 2011 – Knapp Éva, az MTA doktora, osztályvezető[1]
- 2012 – Szathmári István, egyetemi tanár, a nyelvtudomány doktora[1]
- 2013 – Penke Olga, egyetemi tanár, az MTA doktora[1]
- 2014 – Kilián István, professor emeritus, az MTA doktora[1]
- 2015 – S. Sárdi Margit, habilitált egyetemi docens[3]
- 2016 – Kovács Ilona, címzetes habilitált egyetemi tanár[4]
- 2017 – Csörsz Rumen István, tudományos főmunkatárs[5]
- 2018 – Pintér Márta Zsuzsanna, tanszékvezető egyetemi docens[6]
- 2019 – Bernard Adams műfordító[1]
- 2020 –  nem lett kiosztva[1]
- 2021 – Vogel Zsuzsa, középiskolai tanár[7]
- 2022 – Laczházi Gyula, egyetemi docens[8]
- 2023 – Küllős Imola, nyugalmazott habilitált címzetes egyetemi tanár[9]
- 2024 – Egyed Emese, nyugalmazott egyetemi tanár[10]
- 2025 – Hubert Ildikó nyugalmazott főiskolai tanár[11]